# Надежда (городище)
Наде́жда — древнее городище, находящееся у посёлка Надежда Образцовского сельского поселения Орловского района Орловской области.

## Описание
Городище расположено на мысу высокого правого берега реки Орлик и находится в 70 м от берега. В результате закладки трёх раскопов обследовано 400 м² общей площади. Площадка городища имеет очень крутые склоны (в настоящее время оплывшие). Длина мыса 55 м, ширина 36 м. С напольной стороны город защищён двумя невысокими валами, разделёнными рвом глубиной 1,7 м (по-видимому заполнявшийся водой). Ширина основания внутреннего вала составляет около 6,5 метров. Сохранность археологического памятника и культурного слоя хорошее. Толщина культурного слоя составляет от 20 см до 1,2 м у вала. Основным подъёмным материалом является керамика, напоминающая керамику юхновского типа. Сосуды тонкостенные (от 3 до 5 мм) изготовлены из серой глины с примесью песка и дресвы, и плохо обожжены. Керамические сосуды большинство не орнаментированные. С орнаментом (в основном по краю сосуда) встречается мало. Орнамент в виде концентрических кружков, полукружий, круглых, прямоугольных и треугольных вдавлений, прорисовывающих тонкую цепочку. Такой тип керамики известен на других поселениях Верхнеокского бассейна конца I тысячелетия до н. э. и начала нашей эры. Из бронзы найдены немногочисленные изделия — обломки браслетов (латенского типа), бляшки и др. Из железных изделий найден только железный нож с горбатой спинкой. Обнаружена одна стеклянная зелёная зонная бусина. Много изделий из глины. Это пряслица шаровидные, дисковидные, битрапецоидные (некоторые покрыты различными узорами или вдавлениями), грузики различной формы (для рыбной ловли), ядра (размером с картофель), применявшиеся для метания в неприятеля. По артефактам определено раннее время существования поселения, это IV—II вв. до н. э. Когда здесь угасла жизнь установить трудно. По аналогии с другими подобными памятниками археологии предположительно в первые века нашей эры .